# Mese (Grecia)
Mese o Mesa (en griego, Μέσση) es el nombre de una antigua ciudad griega de Laconia, que fue mencionada por Homero en el catálogo de las naves de la Ilíada, donde se dice que era «de muchas palomas», a modo de epíteto.
Estrabón desconocía la ubicación de Mese. Descarta que se identifique con Mesoa, que era un barrio de Esparta y señala que algunos consideraban que Mese era un nombre apocopado de Mesene.
Pausanias, sin embargo, menciona una ciudad y puerto con el nombre de Mesa en las proximidades del cabo Ténaro, a 150 estadios de Étilo.